# もとみやみつき
もとみや みつきは日本の漫画家・原画家・イラストレーター。

## 経歴・特徴
「キミのとなりで恋してる!」（ALcotハニカム）、「Strawberry Nauts」（HOOKSOFT）などの原画を担当。「ラブライブ!」や「東方Project」の同人誌などを出している。
商業漫画は『コミックPフラート』誌・『COMICポプリクラブ』誌などに掲載。少女漫画風のかわいらしい美麗な絵柄が特徴。巨乳の少女を描く傾向にある。基本は純愛物。義弟が好きなお姉さんも好みである。

## 作品

### ゲーム
- 桜花センゴク!信長ちゃんの恋して野望!?（ApRicoT）
- Strawberry Nauts（HOOKSOFT）
- PriministAr -プライミニスター-（HOOKSOFT）
- キミのとなりで恋してる!（ALcotハニカム）
- PriministAr -プライミニスター- MiniFandisc 枝那森千里&駒萱野 Ver.（HOOKSOFT）
- キミのとなりで恋してる! -THE RESPECTIVE HAPPINESS-（ALcotハニカム）
- BALDR HEART EXE（戯画）
- ぼくらの放課後戦争 -AFTER SCHOOL WARS-（CLEARRAVE）（制服デザイン、原画）
- BALDR BRINGER（戯画）
- BALDR BRINGER EXTEND CODE （戯画）
- ケモノ娘の育て方（SWEET&TEA）

### 雑誌掲載
- ひみつの職員室 コミックPフラート VOL.18（COMICポプリクラブ2012年8月号増刊）
- いちばんいっしょ♥ コミックPフラート VOL.19（COMICポプリクラブ2012年10月号増刊）
- マイ・ディア・サンタクロース コミックPフラートVOL.21（COMICポプリクラブ2013年1月号増刊）[2]
- 気弱な彼女と授業中 コミックPフラートVOL.22（COMICポプリクラブ2013年4月号増刊）
- 今夜はお留守番 COMICポプリクラブ2014年1月号
- 仲良くしたいの COMICポプリクラブ2014年2月号
- ぎぶみー ぷりーず！ COMICポプリクラブ2014年4月号
- カノジョスイッチ2 COMICポプリクラブ2014年6月号
- ヒメゴト♥サマー COMICポプリクラブ2014年8月号
  - ヒメゴト♥ソノゴ 単行本描き下ろし
- わたしだけの××× 前・後編 COMICポプリクラブ2014年11月号、2015年1月号
- トリックトリート COMICポプリクラブ2015年11月号

### 単行本
- 『ヒメゴト♥スイッチ』マックス、ポプリコミックス（2015年1月23日発売）ISBN 978-4-86379-343-9

### 画集
- ReFraction -もとみやみつき画集- KADOKAWA（2020年8月27日発売）

### 同人
- シリウスの水檻
- 甘いユメ
- メイビーアイラブユー総集編
- わたしのかみさま
- メイドトリップ
- わたしのかみさま2
- 涼香先輩の早漏肯定レッスン!～我慢できないあなたがかわいい～